# Megachile nigropilosa
Megachile nigropilosa är en biart som beskrevs av Carlos Schrottky 1902. Megachile nigropilosa ingår i släktet tapetserarbin, och familjen buksamlarbin. Inga underarter finns listade i Catalogue of Life.